# Fidel Ortiz Tovar
Fidel Ortiz Tovar   (Ciutat de Mèxic, 10 d'octubre de 1908 - Ciutat de Mèxic, 9 de setembre de 1975), també conegut com Fidelón, va ser un boxejador mexicà que va competir durant les dècades de 1930 i 1940.
El 1928 va prendre part en els Jocs Olímpics d'Estiu d'Amsterdam, on quedà eliminat en sèries de la categoria del pes gall del programa de boxa. El 1936, als Jocs de Berlín, guanyà la medalla de bronze de la mateixa categoria.
Durant la seva carrera esportiva va disputar 272 combats, sempre en categoria amateur, dels quals en va perdre tan sols sis.